# Heißer Stuhl
Der heiße Stuhl ist eine vom Gestalttherapeuten Fritz Perls entwickelte psychotherapeutische Technik. Dabei arbeitet der Therapeut im Rahmen einer Gruppenpsychotherapie mit einem einzelnen Gruppenmitglied, das dafür einen besonderen Platz zugewiesen bekommt, um ins Zentrum der Aufmerksamkeit zu rücken.

## Arbeitsweise
Der heiße Stuhl muss nicht wirklich ein Stuhl sein, sondern bezeichnet vor allem die Rolle des Gruppenmitgliedes, das bereit ist, sich in den Fokus der Aufmerksamkeit der Gruppe und des Therapeuten zu stellen. In den 1950er und 1960er Jahren war der heiße Stuhl der Platz neben Perls; später wurde oft ein Stuhl in die Mitte der Gruppe gestellt und häufig wird auch im Liegen, im Stehen oder in der Bewegung im Raum gearbeitet. Die Technik kam zu ihrem Namen, weil viele Menschen es aufregend und „heiß“ erlebten, sich neben Perls mit ihren unmittelbaren und oft unbewussten Gedanken, Phantasien, Emotionen, körperlichen Gesten und Haltungen vor der Gruppe zu zeigen.

## Wirkung
Die Gruppe wirke nach Perls bei dieser Technik wie ein griechischer Chor oder Resonanzkörper, der den therapeutischen Prozess unterstütze. Die anderen Gruppenmitglieder profitierten von der Einzelarbeit in der Gruppe, indem sie sich mit dem Erleben und den Erkenntnissen desjenigen auf dem heißen Stuhl identifizierten und dadurch auch für ihr eigenes Leben lernten.
In Ausbildungsgruppen für Therapeuten lernten die angehende Therapeuten auch durch Identifikation mit dem Therapeuten (Lernen durch Beobachten).

## Abwandlungen
Die Technik des heißen Stuhls wurde oft von anderen Psychotherapierichtungen aus der Gestalttherapie entlehnt und kann je nach Therapiemethode und Therapieziel inhaltlich unterschiedlich gestaltet sein.
Beispielsweise wird die Gruppe aktiv in den therapeutischen Prozess mit einbezogen, indem der Teilnehmer in die Mitte geht und sich und sein Thema dort darstellt, und dann alle Teilnehmer ihre Gefühle und Gedanken dazu mitteilen. Eine weitere Form aus der Gruppendynamik sind Feedbackrunden, bei denen ein Teilnehmer eine Rückmeldung zu seinem Verhalten wünscht.
Pädagogische Elemente wurden durch Howard W. Polsky eingeführt und werden seit 1975 in den Glen Mills Schools umgesetzt.
Eine konfrontative Variante der Technik wird in der Gefängnis-Umerziehung, im Anti-Aggressivitäts-Training und im Coolness-Training angewandt.